# محمد نور (مغني)
محمد نور (18 يناير 1981)، مغني مصري، تخرج من معهد الكونسرفتوار «قسم آلة الكمان» وهو أحد مؤسسي فرقة واما الغنائية وقد لحن بعض اغانيها.

## أعمالة الفنية في مجال الغناء

### ألبومات منفردة
- نور عينيك (2006) وهوَ أول ألبوم منفرد له، أُصدِرَ رسميًّا في عام 2006 من إنتاج شركة ميلودي.
- واحشك اوي (2007)
- مع نفسى (2011)
- حلوة الايام (2014)
- مسا مسا (2018)

### ألبومات مع فرقة واما
- يا ليل (2003)
- ياغالي عليا (2005)
- رايحه جايه (2010)
- كان ياما كان (15/5/2015)
- البوم الصيف ابتدي 2019

## أعمالة الفنية في مجال التلحين
قام محمد نور بتلحين البعض من أغاني فرقة واما التي هو أحد أعضائها، وفي عام 2004 بتلحين أغنية «بقالنا كتير» كتتر لبرنامج «البيت بيتك» فكانت الظهور الأول لـه كمغني منفردًا وقد سببّت له شهرة واسعة، ولحن نور أيضا بعض أغاني البوماته كمغني منفردا، كما لحن لمغنيين آخريين منهم تامر حسني وشيرين عبد الوهاب واليسا وغيرهم، وفي عام 2016 لحن نور تتر مسلسل الميزان  الذي قام بغنائه فريقه واما  ، وفي عام 2017 لحن تتر مسلسل أنا شهيرة أنا الخائن كما قام بغنائه مع ياسمين علي.

## أعماله السينمائية

### من الأفلام
- عيش حياتك (2019)
- إطلعولي بره (2018)
- جيم أوفر (2012)

### من المسلسلات
- دوائر الحب [11][12][13][14][15][16][17] (2014)

## وصلات خارجية
- محمد نور على موقع الدهليز
- محمد نور على موقع قاعدة بيانات الأفلام العربية
- محمد نور على موقع ميوزك برينز (الإنجليزية)
- محمد نور على موقع ديسكوغز (الإنجليزية)